# Bezirk Ogre (2009–2021)
Der Bezirk Ogre (Ogres novads) war ein Bezirk in Lettland, der von 2009 bis 2021 existierte. Bei der Verwaltungsreform 2021 wurde der Bezirk in einen neuen, größeren Bezirk Ogre überführt.

## Geographie
Der Bezirk erstreckte sich am Nordufer der Düna, in der historischen Landschaft Vidzeme.

## Bevölkerung
Seit der Auflösung der Landkreise 2009 bildete Ogre mit neun umliegenden Landgemeinden die neue Verwaltungsgemeinschaft. Der Bezirk hatte im Jahr 2020 32.987 Einwohner.

## Nachweise
1. ↑  Vides aizsardzības un reģionālās attīstības ministrija (Ministerium für Naturschutz und Regionalentwicklung), Karten und Auflistung der Verwaltungseinheiten, abgerufen am 19. Juli 2021
2. ↑  Bevölkerung der Regionen, Städte und Bezirke Centrālā statistikas pārvalde (Statistisches Amt der Republik Lettland), abgerufen am 20. März 2021.